# Lubaczów
Lubaczów é um município da Polônia, na voivodia da Subcarpácia e no condado de Lubaczów. Estende-se por uma área de 15,33 km², com 5 532 habitantes, segundo os censos de 2017, com uma densidade de 470,3 hab/km².
Mencionada pela primeira vez em documentos históricos em 1211, a vila recebeu o status de cidade comercial em 1376 e tornou-se o centro do governo provincial durante este período. Em 1776, passou a fazer parte dos territórios da monarquia austríaca e em 1918, com o fim da I Guerra Mundial e a declaração de independência da Polônia, tornou-se uma cidade polonesa.
Lubaczów e sua população, principalmente a população judaica de mais de 2 000 habitantes, passaram por grande provação durante a ocupação nazista da Polônia durante a II Guerra Mundial. Ocupada no começo da guerra pelos soviéticos, por conta do tratado de não-agressão assinado entre alemães e russos em 1939 e que dividia o país, após a invasão da União Soviética pela Alemanha Nazi em junho de 1941 sofreu a dominação de tropas nazistas.
No começo da ocupação, os nazistas construíram na cidade um gueto onde alojaram todos os judeus, inclusive os trazidos de vilas vizinhas. Nos primeiros meses de 1942, centenas deles começaram a ser enviados aos campos de extermínio de Belzec. Em janeiro de 1943, foi ordenada a execução em massa dos judeus do gueto, capturados em seus apartamentos ou esconderijos secretos e conduzidos até o cemitério judeu onde eram fuzilados. Mais de 1 200 judeus habitantes de Lubaczów foram mortos desta maneira e os poucos sobreviventes se esconderam nas florestas da região ou se aliaram à resistência polonesa. A cidade foi libertada pelas tropas soviéticas apenas em julho de 1944, quando passou a integrar a Polônia comunista do pós-guerra.

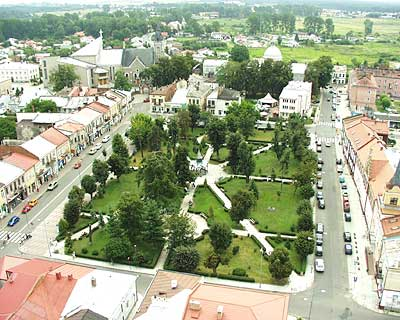
Praça central da cidade.

Hoje uma pequena cidade próspera e pacata, Lubaczów tem modernas ruas asfaltadas, sistemas de tratamento de água, gás e esgoto. A proximidade da fronteira com a Ucrânia, com a futura construção de um posto fronteiriço de cruzamento para o tráfego terrestre, criou na cidade grande expetativa de desenvolvimento com o afluxo do tráfego europeu na região.
Bem servida em transportes urbanos, saúde, segurança, mercados e lojas, a cidade vive numa atmosfera idílica, cercada de lindas paisagens campestres, onde áreas bem marcadas servem aos aficionados do Mountain bike.
Seu filho mais famoso, herói esportivo de toda a Polônia, é o tetracampeão olímpico da marcha atlética Robert Korzeniowski.